# Część mowy
Uzasadnienie:  Trudno mówić o częściach mowy, nie mówiąc o sposobie ich klasyfikowania.
Część mowy – specyficzna dla danego języka, wyróżniona głównie na podstawie kryteriów składniowych i fleksyjnych klasa wyrazów (zobacz też klasyfikacja części mowy).
Nie istnieją żadne „uniwersalne” części mowy, które istniałyby w każdym języku, i – choć często na określenie „podobnych” klas funkcjonujących w różnych językach używa się tej samej nazwy, np. „rzeczownik” w języku polskim i w języku angielskim – są to jednak twory o zauważalnie odmiennym charakterze.
Co więcej, dla danego języka istnieć może wiele bardzo różnych od siebie klasyfikacji części mowy. Po pierwsze nie jest jasne rozróżnienie między pełną „częścią mowy” a jedną z form jakiejś innej części – np. przysłówek odprzymiotnikowy w języku angielskim można traktować jako część mowy lub też jako formę przymiotnika. Istnieją również problemy z zaszeregowaniem niektórych wyrazów, takich jak np. stokroć, trzeba, powinien. Przykładem może być klasyfikacja części mowy wg Tadeusza Milewskiego:
| Wyrazy     | Nazywające                  | Wskazujące                          | Szeregujące                               |
| ---------- | --------------------------- | ----------------------------------- | ----------------------------------------- |
| Prymarne   | Rzeczowniki: las, białość   | Zaimki: ja, ty, on                  | Liczebniki główne: jeden, dwa, trzy       |
| Sekundarne | Przymiotniki: zielony, miły | Zaimki dzierżawcze: mój, twój, nasz | Liczebniki porządkowe: pierwszy, siódmy   |
| Tercjarne  | Przysłówki: biało, dobrze   | Zaimki przysłówkowe: tu, tam        | Liczebniki przysłówkowe: dwojako, trojako |

## Podział części mowy
Części mowy (w języku polskim) dzielą się na:
a) Odmienne:
- rzeczownik,
- przymiotnik,
- czasownik,
- liczebnik,
- zaimek – typ rzeczowny, przymiotny, liczebny.

b) Nieodmienne:
- przysłówek,
- zaimek – typ przysłowny,
- przyimek,
- spójnik,
- wykrzyknik,
- partykuła.